# Water Valley (Kentucky)
Water Valley – miasto w Stanach Zjednoczonych, w stanie Kentucky, w hrabstwie Graves.